# Marylebone
Marylebone ([ˈmɑrlɨbən], St. Marylebone, Mary-le-bone) ist ein Stadtviertel in London in der City of Westminster nördlich der Oxford Street bzw. des Stadtteiles Mayfair und südlich des Regent’s Park. Nach Westen ist Marylebone durch die Edgware Road bzw. den Stadtteil Paddington, nach Osten durch den Portland Place und das Fitzrovia-Viertel begrenzt.
Der Name leitet sich von einer St Mary’s-Kirche (jetzt: St Marylebone Parish Church) her, die am Ufer des kleinen Baches Tybourne steht. Die Gegend wurde deshalb St Mary at the bourne genannt, was sich später zu Marylebone verschliff. Dass sich der Name von Marie la bonne herleite, ist dagegen nur eine populäre Missinterpretation.
Das Metropolitan Borough of St Marylebone war von 1899 bis 1965 ein Metropolitan Borough des County of London, dann wurde es mit dem Metropolitan Borough of Paddington und dem Metropolitan Borough of Westminster zur City of Westminster vereinigt.

## Verkehr

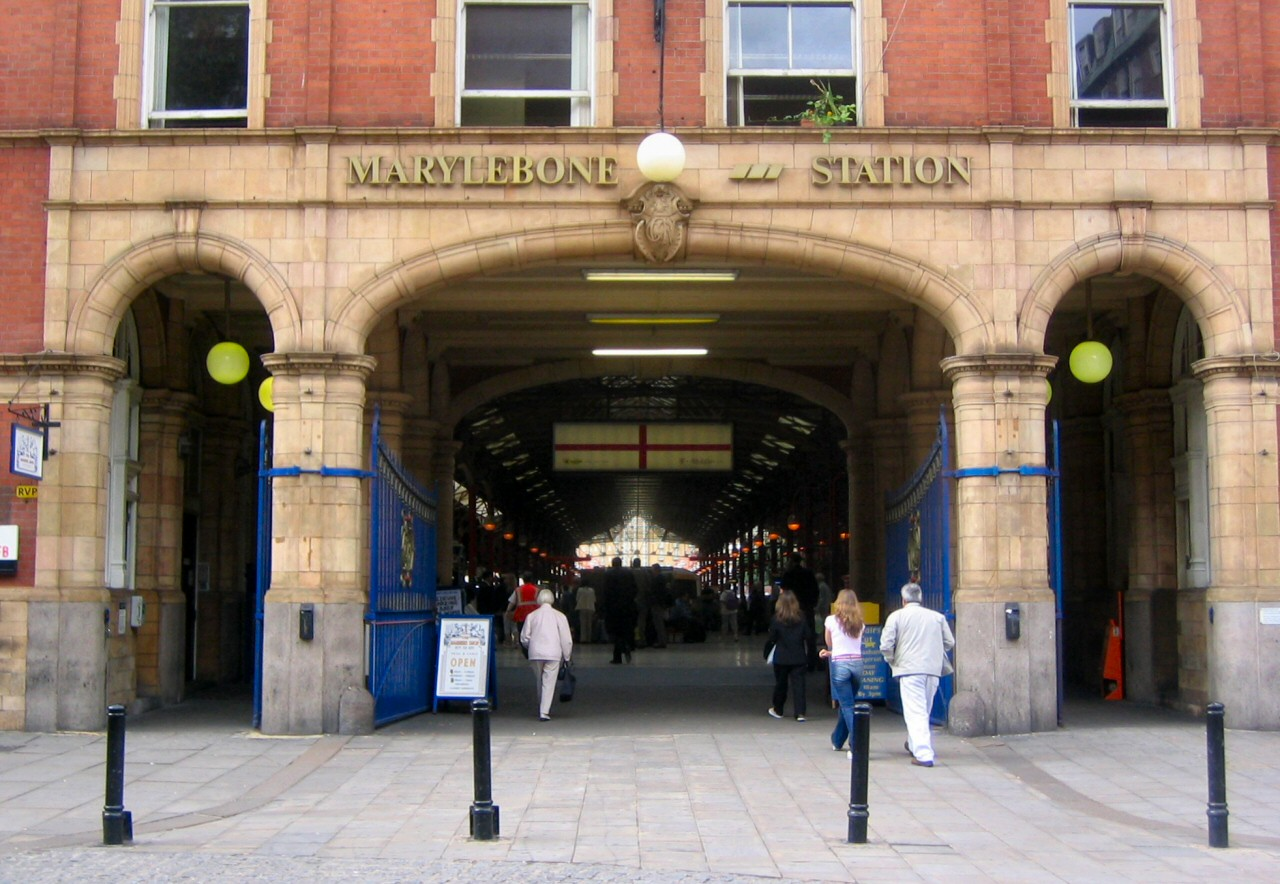
Bahnhof Marylebone

### U-Bahnhöfe
- Baker Street
- Bond Street
- Edgware Road
- Great Portland Street
- Marble Arch
- Marylebone
- Oxford Circus
- Regent’s Park

### Eisenbahn
- Marylebone Bahnhof

## Sehenswürdigkeiten
- Madame Tussauds Wachsfigurenkabinett und Planetarium
- All Souls, Langham Place
- Marble Arch
- University of Westminster
- Royal Academy of Music
- Harley Street
- Regent’s Park
- Kunstmuseum Wallace Collection
- Hyde Park grenzt im Südwesten an Marylebone
- Lord’s Cricket Ground liegt nordwestlich von Marylebone

## Persönlichkeiten

### Söhne und Töchter des Ortes
- Elisabetta de Gambarini (1730–1765), Komponistin, Musikerin und Malerin
- William Lake Price (1810–1896), Aquarellist, Illustrator, Fotograf und Autor
- James Laird Patterson (1822–1902), römisch-katholischer Geistlicher, Weihbischof in Westminster
- Edwin Abbott Abbott (1838–1926), Theologe und Schriftsteller
- John Thomas Underwood (1857–1937), Gründer, Geschäftsführer und Inhaber der Underwood Typewriter Company in den Vereinigten Staaten von Amerika
- George Francis Hampson (1860–1936), Entomologe
- John F. Foulkes (1872–1948), kanadischer Tennisspieler
- E. M. Forster (1879–1970), Autor
- Reginald Drax (1880–1967), Admiral
- Reginald Farrer (1880–1920), Schriftsteller, Maler und Pflanzensammler
- Leonard Montefiore (1889–1961), Philanthrop
- Gwilym Ivor Thomas (1893–1972), Offizier der British Army
- Peter Dawnay (1904–1989), Offizier der Royal Navy
- Laurence Durlacher (1904–1986), Admiral
- Howard Lang (1911–1989), Schauspieler
- Alec Guinness (1914–2000), Schauspieler
- Tony Benn (1925–2014), Politiker (Labour Party)
- Marcus Kimball, Baron Kimball (1928–2014), Politiker (Conservative Party)
- Rosalind Rowe (1933–2015), Tischtennisspielerin
- Diane Schöler (geb. Rowe; 1933–2023), britisch-deutsche Tischtennisspielerin
- Jane Asher (* 1946), Schauspielerin und Autorin
- Jane Birkin (1946–2023), britisch-französische Schauspielerin und Sängerin
- Richard Down (* 1948), Autorennfahrer
- Cat Stevens (* 1948), Sänger (Yusuf Islam)
- William Chubb (* 1954), Schauspieler
- David Shaughnessy (* 1957), Fernsehregisseur, Fernsehproduzent, Bühnenregisseur und Schauspieler
- Caroline Langrishe (* 1958), Schauspielerin
- David Carnegie, 4. Duke of Fife (* 1961), Duke of Fife und Chief of Clan Carnegie
- Keeley Hawes (* 1976), Schauspielerin

### Persönlichkeiten, die in diesem Stadtviertel gewirkt haben

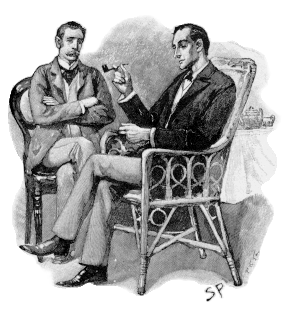
Sherlock Holmes (rechts) Einwohner von Marylebone

- Sherlock Holmes (Romanfigur) als Detektiv im 19./20. Jahrhundert
- Elizabeth Barrett Browning (1806–1861), Dichterin
- H. G. Wells (1866–1946), Science-Fiction-Schriftsteller
- Yoko Ono (* 1933), Künstlerin
- Brian Epstein (1934–1967), Manager der Band The Beatles
- John Lennon (1940–1980), Mitglied von The Beatles
- Ringo Starr (* 1940), Mitglied von The Beatles
- Paul McCartney (* 1942), Mitglied von The Beatles, heiratete im Standesamt (Town Hall) Marylebone Linda Eastman
- Jacqueline du Pré (1945–1987), Cellistin
- David Chipperfield (* 1953), Architekt
- Madonna (* 1958), Sängerin
- Noel Gallagher (* 1967), Musiker
- Guy Ritchie (* 1968), Regisseur